# يوسوكي غوتو
يوسوكي غوتو (باليابانية: 後藤 優介) (23 أبريل 1993 في كاغوشيما في اليابان – )؛ هو لاعب كرة قدم ياباني سابق كان يلعب كمهاجم.

## وصلات خارجية
- يوسوكي غوتو على موقع رابطة كرة القدم اليابانية للمحترفين (اليابانية)
- يوسوكي غوتو على موقع قاعدة بيانات كرة القدم.إي يو (الإنجليزية)
- يوسوكي غوتو على موقع Soccerway.com (الإنجليزية)
- يوسوكي غوتو على موقع عالم كرة القدم.نت (الإنجليزية)